# Пам'ятник Богданові Хмельницькому (Кропивницький)
Пам'ятник Богданові Хмельницькому (існує офіційна назва: Пам'ятник Богдану Хмельницькому-гетьману України) — пам'ятник у обласному центрі місті Кропивницький на честь визначного державного діяча доби Козаччини, гетьмана України Богдана Хмельницького.

## Загальні дані
Пам'ятник розташований у невеличкому скверику посередині площі Богдана Хмельницького.
Автори пам'ятника — скульптори О. Гончарук, О. Гончар, М. Вронський (†) та архітектор А. Губенко.

## З історії
Кропивницький має давні козацькі традиції, адже до заснування в середині XVIII століття фортеці і появи за півстоліття навколо неї міста Єлисаветграда, на місці сучасного Кропивницького вже існували поселення українських козаків-степовиків, а за однією з версій історичних назв міста його першим найменням було Новокозачин.
Са́ме тому в умовах незалежної України, коли постало питання про перейменування однієї з центральних площ міста — площі Декабристів — вибір було зроблено на користь українського гетьмана Богдана Хмельницького. Логічним довершенням же площі стало встановлення й урочисте відкриття 1995 року пам'ятника Богданові Хмельницькому в скверику в її осередді.
Рішенням Кіровоградської ОДА № 250-р від 22 липня 1996 року пам'ятник взято на облік пам'яток міста.

## Опис
Пам'ятник являє собою сидячу скульптуру гетьмана Хмельницького з бронзи заввишки 5 метрів, встановлену на 2-метровому гранітному постаменті, доповненому барельєфом на козацьку тематику на одній з бічних сторін, декоративною смугою в нижній частині по периметру й невеликим стилобатом.
Образ гетьмана є класичним: в гетьманських шатах, у правій руці сувій, вдумливий погляд, звернений до оточуючих. Вражає грандіозність монумента, символічний образ величі.